# C7H3N3O8
化学式C7H3N3O8（摩尔质量：257.114 g/mol）可能指：
- 三硝基苯甲酸，混合CAS号 35860-50-5 
  - 2,4,6-三硝基苯甲酸，CAS号 129-66-8 
  - 3,4,5-三硝基苯甲酸，CAS号 90325-30-7
- 2-羟基-3,5,7-三硝基-2,4,6-环庚三烯酮，CAS号 89978-03-0

|  | 这个同类索引页列出了具有相同分子式的化学物（即同分異構體）条目。 除非您是有意链接至本页，否则应将相应条目的内部链接指向正确的条目。 |